# Villa Torneamento
La Villa Torneamento è a Monza, in via della Taccona, in periferia nord della città. Sito nel quartiere di San Fruttuoso, a 400 metri dal quartiere residenziale di Triante, è uno dei punti di riferimento della città, soprannominato Il Castello dai residenti, è occupato attualmente dalle suore Figlie del Divino Zelo ed è adibito a Scuola dell'Infanzia, Scuola Primaria paritaria e Comunità Educativa per minori dedicate a Padre Annibale di Francia.

## Storia
La villa fu fatta costruire nel Settecento dalla la famiglia Blondel su un luogo in cui si era usi esercitarsi con le armi, da qui il nome di "Torneamento". Successivamente la villa passa prima alla famiglia Della Croce, poi ai Bertoglio. Queste informazioni furono tuttavia messe in discussione dalla Studiosa Paola Venturelli che, sulla base delle mappe catastali di Carlo V, ipotizza che la villa sia stata costruita dalla famiglia Della Croce.
Nel 1857 ne divennero proprietari i Brambilla che vi fecero apportare modifiche di gusto eclettico, dovute all'architetto Giuseppe Balzaretto, tra cui l'attuale cinta muraria con merlature e torri angolari realizzata nel 1936.
Nel 1951 la villa è divenuta proprietà della Congregazione religiosa delle figlie del Divino Zelo.

## Architettura
Si tratta di un imponente complesso architettonico, che conserva l'impianto originale a U su tre piani con le ali laterali di altezza pari a quella del corpo centrale.
La facciata d'ingresso ha mantenuto il suo stile originale ed è ingentilita da un porticato a esedra poggiante su tre arcate e sormontato da un balcone, che sembra essere l'unico elemento stilistico incoerente nella facciata. La facciata è classicheggiante e simmetrica, decorata con fasce marcapiano, e balconcini in ferro battuto sulle porte/finestre del primo piano. Le due ali si congiungono al corpo centrale  attraverso un gioco di rastremazioni e piccole ondulature di sapore barocco e così facendo creano una corte d'onore molto piacevole. La facciata posteriore è stata fortemente manomessa nella seconda metà del 1900, probabilmente per sopperire alle nuove esigenze dell'edificio.
L'interno è stato frazionato per ricavarne delle aule. Tuttavia si possono ancora ammirare il vestibolo, con volta a ombrello decorata in stile gotico, ex chiesa della villa, il maestoso scalone a due rampe che dà accesso al salone centrale. Il salone d'onore gode di affaccio sia sulla corte centrale che sul parco retrostante e di un raffinato decoro sulle pareti. L'ambiente è a doppia altezza ed è percorso da due ballatoi laterali per i musici. I muri sono affrescati in stile barocco. Il medaglione centrale del soffitto e i due alle pareti furono realizzati da Giovanni Battista Gariboldi e celebrano il trionfo di Aureliano che sale al Campidoglio. Anche le porte e le finestre sono ornate, da inquadrature che abbinano cornicioni architettonici spezzati, a tralci di fiori e figure allegoriche.
La proprietà è ancora dotata di un vasto parco.